# جوئل بایرم
جوئل بایرم (انگلیسی: Joel Byrom؛ زادهٔ ۱۴ سپتامبر ۱۹۸۶) بازیکن فوتبال اهل بریتانیا است.
از باشگاه‌هایی که در آن بازی کرده‌است می‌توان به باشگاه فوتبال پرستون نورث اند، باشگاه فوتبال بلکبرن روورز، باشگاه فوتبال اولدهام اتلتیک، باشگاه فوتبال کلیترو، باشگاه فوتبال استیونج، باشگاه فوتبال ساوتپورت، باشگاه فوتبال نورث‌همپتون تاون، باشگاه فوتبال نورتویچ ویکتوریا، و باشگاه فوتبال آکرینگتون استنلی اشاره کرد.
وی همچنین در تیم ملی فوتبال England C بازی کرده‌است.